# 47843 Maxson
47843 Maxson è un asteroide della fascia principale. Scoperto nel 2000, presenta un'orbita caratterizzata da un semiasse maggiore pari a 3,0710921 au e da un'eccentricità di 0,0627026, inclinata di 11,63254° rispetto all'eclittica.